# Stora Klockarhyttesjön
Stora Klockarhyttesjön är en sjö i Örebro kommun i Närke och ingår i Norrströms huvudavrinningsområde.